# Southern Football League Division One South & West
La Southern Football League Division One South & West est une division anglaise de non-league football mise en place par la Southern Football League en 2006. Elle fut créée en même temps que la Division One Midlands afin de remplacer les Division One East et Division One West, supprimées par la Southern League. La Division One South & West est un championnat régional qui couvre les régions du Sud et de l'Ouest de l'Angleterre. Elle se positionne au huitième rang du système pyramidal anglais, au même niveau que les Southern Football League Division One Midlands, Northern Premier League Division One North, Northern Premier League Division One South, Isthmian Football League Division One North et Isthmian Football League Division One South.
En fin de saison, le champion et le vainqueur des séries éliminatoires (deuxième à la cinquième place) sont promus en Southern Football League Premier Division ou en Isthmian Football League Premier Division, dépendant de leur situation géographique. Les deux derniers clubs sont relégués au neuvième niveau du système pyramidal.

## Palmarès
| Saison    | Champion            | Vainqueur des séries éliminatoires |
| --------- | ------------------- | ---------------------------------- |
| 2006-2007 | Bashley FC          | Swindon Supermarine FC             |
| 2007-2008 | Farnborough FC      | Didcot Town FC                     |
| 2008-2009 | Truro City FC       | Cirencester Town FC                |
| 2009-2010 | Windsor & Eton FC   | Frome Town FC                      |
| 2010-2011 | AFC Totton          | Frome Town FC                      |
| 2011-2012 | Bideford AFC        |                                    |
| 2012-2013 | Poole Town FC       |                                    |
| 2013-2014 | Cirencester Town FC |                                    |
| 2014-2015 | Merthyr Town AFC    |                                    |
| 2015-2016 | Cinderford Town FC  |                                    |
| 2016-2017 | Hereford FC         |                                    |
| 2017-2018 | Taunton Town FC     |                                    |